# Замойский, Константин
Граф Константин Замойский (пол. Konstanty Zamoyski ;9 апреля 1799, Вена, Австрийская империя —9 января 1866, Лондон), Великобритания) — польский аристократ. Камергер императора Российской империи. Государственный деятель Царства Польского.

## Биография
Представитель рода Замойских. Родился в 1799 году в семье Станислава Костки Замойского и Софии Чарторыйской. Был их старшим сыном. Образование получил в Женеве, Эдинбурге и Лондоне. В Эдинбурге положил начало созданию польской библиотеки, пожертвовав значительную часть своей огромной коллекции книг, приобретённых в Англии.
Англофил. Держался все политики. Однако в 1830 году стал участником польского восстания. На свои средства сформировал уланский полк. Сперва, как простой солдат, а позже в чине капитана принимал участие в ноябрьском восстании.
В 1831 году отец назвал его 13 ординатом на Замостье. Большое внимание принесла Константину реформа аренды земельных участков, проведённая вместе с братом Анджеем Замойским, охватившая около 100 тысяч человек, проживавших в ординате.
С 1834 года — член Государственной комиссии по обслуживанию долга Царства Польского.
В апреле 1827 года женился на княжне Аниеле Сапеге (1801—1855), дочери литовского магната, князя Франтишека Сапеги.
В браке родилось 7 детей: 
- Ян (род. 1828 — умер в том же году),
- Мария (1829—1861),
- Пелагея (1830—1894),
- Томаш Франтишек (1832—1889),
- Кароль Игнацы (1834—1892),
- Юзеф Флориан (1835—1878)
- Стефан (1836—1836).

После смерти жены около 11 лет жил в Лондоне, не интересуясь делами ордината.